# Zürich (kanton)
Zürich (Duits: Zürich; Frans: Zurich; Italiaans: Zurigo; Reto-Romaans: Turitg; Engels: Zurich; Latijn: Turicum; Zwitserduits: Züri) is een kanton in het centrum van Zwitserland. Het is een deel van het Middenland.
Van de 1,6 miljoen inwoners van het kanton zijn ongeveer 30,6% rooms-katholiek en 39,8 % protestant (2003).

## Geografie
Het kanton Zürich ligt voor het grootste deel in het Zwitserse Middenland en grenst in het noorden aan Schaffhausen en Duitsland, in het westen aan kanton Aargau, in het zuiden aan kantons van Zug en Schwyz, en in het oosten aan de kantons Thurgau en Sankt Gallen.
Het meer van Zürich is het grootste meer in kanton Zürich. De rivier de Limmat, die uit het Meer van Zürich komt en de stad Zürich doorstroomt, verenigt zich in kanton Aargau met de Reuss en met de Aare. Allen samen monden in Koblenz uiteindelijk in de Rijn uit.
Het Pfäffikermeer en het Greifenmeer zijn kleiner, maar interessant. De Glatt ontwatert het Glattdal, waar deze meren liggen, het Züricher Bovenland en stroomt in Glattfelden in het Züricher Onderland in de Rijn. De Rijn is de kantonsgrens met Schaffhausen in het noorden van het kanton en ook de grens tussen Zwitserland en Duitsland.
Tot de bouw van de spoorlijnen waren de rivieren en meren de belangrijkste reisroutes in Zwitserland, speciaal voor transport van goederen.
De kleine rivieren in het Züricher Bovenland hebben de elektriciteit geleverd in de begintijd van de industrialisering.
De hoogste berg van het kanton is de Schnebelhorn met 1293 meter hoogte.
Het gebied is een van de dichtstbevolkte gebieden in de wereld.

## Demografische evolutie van het kanton
Bron: https://www.bfs.admin.ch/bfs/de/home/statistiken/bevoelkerung/stand-entwicklung.assetdetail.32229209.html

## Economie
Zürich is de sterkste economische regio in Zwitserland.
Slechts 5% van het land van Zürich is economisch oninteressant, maar het land is meer voor bewoning, industrie en de dienstensector gebruikt dan voor de agrarische sector.
Het kanton Zürich heeft veel machine-industrie. Er bevindt zich ook papierindustrie (Sihl). De stad Zürich is een groot centrum voor banken en verzekeringen.
Zürich is zeer goed ontsloten door het openbaar vervoer in de vorm van, deels ondergrondse, treinen.
De grootste luchthaven van Zwitserland bevindt zich in het kanton in Kloten.
Jaar na jaar verschijnt Zürich in de top van de lijsten van duurste plaatsen in de wereld om te wonen, maar het loonniveau is hier dan ook hoog, zelfs in vergelijking met andere Zwitserse kantons.
Een van de beste technische universiteiten ter wereld bevindt zich in Zürich, de ETH Zürich (Eidgenössische Technische Hochschule Zürich). Ook de Universiteit Zürich is gerenommeerd.

## Talen
Moedertaal (2000):
- Duits: 83,4%
- Italiaans: 4,0%
- Servo-Kroatisch: 1,7%
- andere talen: 10,9%

22,3% van de bevolking van het kanton heeft geen Zwitsers paspoort (2002).

## Plaatsen en gebieden
De grootste plaatsen in Zürich zijn (2023)
- Zürich, de hoofdstad van het kanton, 433.989 inwoners
- Winterthur, 119.315 inwoners
- Uster, 36.352 inwoners
- Dübendorf, 31.506 inwoners
- Dietikon, 28.201 inwoners
- Wetzikon, 26.462 inwoners
- Wädenswil, 25.753 inwoners
- Horgen, 23.709 inwoners
- Kloten, 21.272 inwoners

## Toerisme
Er bevinden zich resten van Romeinse kastelen in Zürich, Pfäffikon ZH/Irgenhausen, Nürensdorf en Oberwinterthur. Er is veel cultuur in de stad Zürich (theater, musical, opera, enzovoort). Een groot aantal museums bevindt zich in de stad. De Bahnhofstrasse in Zürich is een begrip voor inkopen (juwelen bijvoorbeeld).

## Districten
Het kanton Zürich bestaat uit 12 districten, met in totaal 160 gemeentes:
- Affoltern
- Andelfingen
- Bülach
- Dielsdorf
- Dietikon
- Hinwil
- Horgen
- Meilen
- Pfäffikon
- Uster
- Winterthur
- Zürich

## Geschiedenis
De eerste sporen van bewoning stammen uit de steentijd, met de keltische stam de Helvetiërs. Van 15 voor Chr. tot 401 heersen de Romeinen hier. Daarna komen de Germanen en wordt het christendom verbreid. In de 11e eeuw merkt Zürich de invloed van Habsburg uit de Elzas. Na het uitsterven van de adellijke familie van de Zähringer in het begin van de 13e eeuw wordt Zürich een vrijstad.
Het kanton werd lid van het Zwitsers Eedgenootschap in 1351. Het Onderland werd in 1362 aan Zürich toegevoegd. De noordelijke delen tot aan de Rijn met Winterthur werd van Habsburg gekocht in 1467, overigens tegen de wil van de bewoners van Winterthur. In 1525 voert de Raad van Zürich met de theologische leiding van Huldrych Zwingli in Zürich de reformatie in. Zürich maakt deel uit van de napoleontische Helvetische Republiek van 1798 tot 1803. De eerste versie van de huidige grondwet stamt uit 1869.
Affoltern · Andelfingen · Bülach · Dielsdorf · Dietikon · Hinwil · Horgen · Meilen · Pfäffikon · Uster · Winterthur · Zürich
Aargau · Appenzell Ausserrhoden · Appenzell Innerrhoden · Basel-Landschaft · Basel-Stadt · Bern · Fribourg · Genève · Glarus · Graubünden · Jura · Luzern · Neuchâtel · Nidwalden · Obwalden · Sankt Gallen · Schaffhausen · Schwyz · Solothurn · Thurgau · Ticino · Uri · Vaud · Wallis · Zug · Zürich